# Aubepierre-sur-Aube
Aubepierre-sur-Aube è un comune francese di 195 abitanti situato nel dipartimento dell'Alta Marna nella regione del Grand Est.

## Società

### Evoluzione demografica
Abitanti censiti